# Postcard from Paris
Postcard from Paris è un singolo del gruppo di musica country statunitense The Band Perry, pubblicato nel 2012 ed estratto dall'album The Band Perry.

## Tracce
- Download digitale

1. Postcard from Paris – 3:36

## Formazione
- Kimberly Perry
- Neil Perry
- Reid Perry